# Algéria az 1972. évi nyári olimpiai játékokon
Algéria az NSZK-beli Münchenben megrendezett 1972. évi nyári olimpiai játékok egyik részt vevő nemzete volt. Az országot az olimpián 2 sportágban 5 sportoló képviselte, akik érmet nem szereztek.

## Atlétika
Férfi
| Versenyző                  | Versenyszám    | Előfutam | Előfutam | Előfutam | Elődöntő | Elődöntő | Elődöntő | Döntő   | Döntő    |
| Versenyző                  | Versenyszám    | Idő      | Hely.    | Össz.    | Idő      | Hely.    | Össz.    | Idő     | Helyezés |
| -------------------------- | -------------- | -------- | -------- | -------- | -------- | -------- | -------- | ------- | -------- |
| Mohammed Szíd Ali Dzsuvádi | 800 m          | 1:50,4   | 5.       | 34.      | kiesett  | kiesett  | kiesett  | kiesett | kiesett  |
| Azz ed-Dín Azzúzi          | 800 m          | 1:49,4   | 3.       | 30.      | 1:49,4   | 6.       | 17.      | kiesett | kiesett  |
| Azz ed-Dín Azzúzi          | 1500 m         | 3:46,4   | 7.       | 48.      | kiesett  | kiesett  | kiesett  | kiesett | kiesett  |
| Mohammed Kászemi           | 1500 m         | 3:45,2   | 8.       | 43.*     | kiesett  | kiesett  | kiesett  | kiesett | kiesett  |
| Búalem Rahvi               | 5000 m         | 13:45,0  | 8.       | 23.      |          |          |          | kiesett | kiesett  |
| Búalem Rahvi               | 3000 m akadály | 8:41,0   | 7.       | 27.      |          |          |          | kiesett | kiesett  |

* - egy másik versenyzővel azonos időt ért el

## Ökölvívás
| Versenyző     | Versenyszám   | Selejtező         | 32-es főtábla                  | Nyolcaddöntő                   | Negyeddöntő             | Elődöntő          | Döntő             | Helyezés |
| Versenyző     | Versenyszám   | Ellenfél Eredmény | Ellenfél Eredmény              | Ellenfél Eredmény              | Ellenfél Eredmény       | Ellenfél Eredmény | Ellenfél Eredmény | Helyezés |
| ------------- | ------------- | ----------------- | ------------------------------ | ------------------------------ | ----------------------- | ----------------- | ----------------- | -------- |
| Lúszíf Hamáni | Nagyváltósúly | erőnyerő          | José Antonio Colon (PUR) · 5-0 | Anthony Richardson (NED) · RSC | Alan Minter (GBR) · 1-4 | kiesett           | kiesett           | 5.       |